# セント・デイヴィッド教区 (グレナダ)
セント・デイヴィッド教区（Saint David Parish）は、グレナダの行政教区。グレナダ島の南東部を管轄する。首府はセント・デイヴィッズ。面積は44平方キロメートル、人口は約1.4万人（2019年推計）。海岸線は入り組んでおり、入り江には砂浜（ビーチ）が形成されている。

## 歴史
1609年、セント・デイヴィッド岬にメグリン（Megrin）の町が建設され、1721年にフランス人がメグリン教区として設置した。1795年から翌年まで続いたフェドン反乱ではメグリン教会に滞在していたイギリス軍と反乱軍が激突し、街は破壊された。戦後メグリンは再建されず放棄された。
1970年代にモーリス・ビショップを指導者としたマルクス・レーニン主義政党のニュージュエル運動が結成され、イギリスの支配に抵抗した。1974年の独立後は左翼政党として同教区を本拠地として活動していたが、エリック・ゲイリー首相が独裁色を強めると反政府運動を展開した。1979年、ニュージュエル運動はゲイリーの外遊中を狙い無血クーデターを実行し、人民革命政府を樹立した。

## 主要都市
- ロー・ラ・タント（ドイツ語版）（Lower La Tante）
- Marlmount
- セント・デイヴィッズ（Saint David's）
- ウェスターホール（ドイツ語版）（Westerhall）